# Архитектон
«Архитектон» — документальный фильм российского режиссёра Виктора Косаковского, премьера которого состоялась в феврале 2024 года в рамках основной программы 74-го Берлинского международного кинофестиваля.

## Сюжет
Согласно анонсу, фильм представляет собой «размышление об архитектуре, о том, как проектирование и строительство зданий демонстрирует разрушительную силу истории, но одновременно дает надежду на лучшее будущее».

## Премьера и восприятие
Премьера картины состоялась в феврале 2024 года на 74-м Берлинском международном кинофестивале. «Архитектон» был включён в основную программу, но остался без наград.
Российский кинокритик Андрей Плахов высоко оценил картину: по его словам, Коссаковский здесь заставляет зрителя слышать «голос камня». Высокие оценки получили операторская работа и саундтрек.
Джордан Минцер в своей статье для The Hollywood Reporter заключил: «В то время, когда большинство документальных фильмов, особенно снятых для потоковых сервисов, практически не содержат визуальных изобретений, режиссёр придумал и усовершенствовал кинематографический язык, который говорит о мире, в котором мы живём, больше, чем все говорящие головы во всех документалках Netflix вместе взятых».